# يكة مضللة
يكة مضللة (الاسم العلمي:Yucca decipiens) هي نوع من النباتات تتبع جنس اليكة من الفصيلة الهليونية.